# Maesa truncata
Maesa truncata är en viveväxtart som beskrevs av Sastry. Maesa truncata ingår i släktet Maesa och familjen viveväxter. Inga underarter finns listade i Catalogue of Life.